# Guy Clarkson
Guy Clarkson, född 1 januari 1891 i Toronto, död oktober 1974 i Buffalo, var en brittisk ishockeyspelare. Han blev olympisk bronsmedaljör i Chamonix 1924. 

## Meriter
- OS-brons 1924